# Hollywood, Hollywood
Hollywood, Hollywood (v anglickém originále Full Frontal) je americká filmová komedie z roku 2002. Režisérem filmu je Steven Soderbergh. Hlavní role ve filmu ztvárnili David Duchovny, Nicky Katt, Catherine Keener, Mary McCormack a David Hyde Pierce.

## Obsazení
| David Duchovny    | Bill/Gus            |
| Nicky Katt        | Hitler              |
| Catherine Keener  | Lee                 |
| Mary McCormack    | Linda               |
| David Hyde Pierce | Carl                |
| Benicio Del Toro  |                     |
| Julia Roberts     | Francesca/Catherine |
| Brad Pitt         | sebe                |
| David Fincher     | režisér             |
| January Jones     | Tracy               |
| Rashida Jones     |                     |